# Trichomanes andrewsii
Trichomanes andrewsii là một loài dương xỉ trong họ Hymenophyllaceae. Loài này được Newman mô tả khoa học đầu tiên năm 1844.
Danh pháp khoa học của loài này chưa được làm sáng tỏ. 